# خشکیدگی جنگل

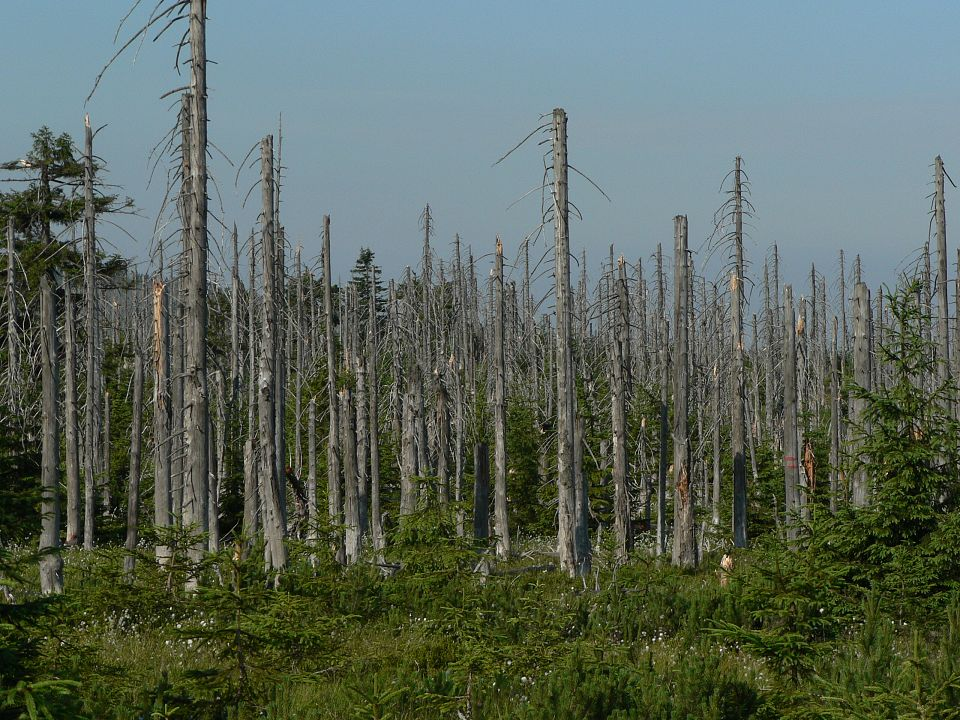
کوه‌های جیزرا در اروپای مرکزی

خشکیدگیِ جنگل یا سرخشکیدگیِ جنگل به ایجادِ حالتی در درختان یا گیاهانِ چوبی گفته می‌شود که در آن یک درخت یا درختچه از نوکِ برگ یا ریشه‌های آن آغاز به خشک شدن می‌کند و می‌میرد. این عوامل می‌تواند محیطِ نامطلوب یا عواملِ بیماری‌زا، انگل یا به دلیلِ شرایطِ بدِ محیطی همچون باران‌های اسیدی و خشکسالی باشد.